# Abenaki
Abenaki (Abnaki, Aln8bak) su plemenski savez američkih Indijanaca u području današnje američke države Maine, susjednim predjelima New Brunswicka u Kanadi, kao i u Vermontu i New Hampshireu u današnjim Sjedinjenim Državama. Prema nekim autorima (Sultzman) svih Abenaka bilo je oko 40,000 u vrijeme prije kontakta.

## Ime
Abenaki sami sebe nazivaju Alnanbal ili (Alnôbak) "ljudi", a svoju zemlju Ndakina ('naša zemlja'). Ime Abenaki (i slične varijante) došlo je do naziva susjednih algonkinskih plemena čije je značenje 'istočnjaci', 'Rising Sun People' ili 'narod izlazećeg sunca'. Indijanci Pennacook (pleme Coosuck, Cowasuck) naziva ih Aln8bak /8 ='ou'/, što je njihova varijanta imena Alnanbal.

## Jezik
Abenaki pripada porodici algonquian, a postoji razlika između istočnog i zapadnog dijalekta, danas priznati samostalnim jezicima. Istočnim dijalektom govorila su plemena Amaseconti, Androscoggin (Arosaguntacook), Kennebec (Norridgewock), Ossipee, Penobscot, Pequawket, Rocameca, Wewenoc i Indijanci s rezervata Wolinak u Quebecu. zapadnim dijalektom služili su se Sokoki i Missisquoi. Plemena Maliseet i Passamaquoddy govore jezikom malecite-passamaquoddy, danas jedini živi jezik kojim govore ova dva plemena Abenaka

## Plemena saveza
Plemena saveza bila su: 
- Amaseconti,
- Androscoggin (Anasagunticook),
- Kennebec (Norridgewock),
- Maliseet,
- Ouarastegouiak,
- Passamaquoddy,
- Patsuiket,
- Penobscot,
- Pigwacket (Pequawket),
- Rocameca,
- Sokoki i
- Wewenoc (Wawenoc, etc.).

Danas Abenake dijele na istočne i zapadne. Istočni Abenaki su potomci plemena Amaseconti. Androscoggin, Kennebec, Ossipee, Pigwacket, Rocameca.i Wewenoc. Ova plemena su nekon ratova morala pobjeći, kao saveznici Francuza, u Quebec gdje još danas žive na rezervatu Wolinak (Reserve of Wôlinak). Njih poznajemo kao Abnake. Takozvani Zapadni Abenaki u stvari je pleme Sokoki ili Sokoni, koji su usput asimilirali nadvladane algonkinske grupe Cowasuck (iz grupe Pennacook), stanovnike sela Hoosac, iz grupe Mahican), pleme  Missisquoi (ili Mazipskwik), pleme Squawkeag ili Squakheag (koji su porijeklom od Pocomtuc-a), dijelove Indijanaca Schaghticoke (koji su porijeklom od Mahicana; danas se ovi Schaghticoke vode kao samostalno pleme). Sokoki su danas često nazivani i imenom St. Francis, oni su naseljeni u Quebecu na rezervatu Odanak, te u Vermontu i New Hampshireu. O plemenima Maliseet ili Malecite, Passamaquoddy i Penobscot oduvijek se govorilo kao o posebnim plemenima, i ne vode se pod abnačkim imenom. Njima je dozvoljen ostanak na području SAD-a gdje su dobili i zemlju na kojima su utemeljeni njihovi rezervati. Savez Abenaka osnovan je zbog zaštite od napada njihovih južnih susjeda Mohawk-Irokeza, plemena koje je bilo sa svima u ratu. –Raspad saveza počinje 1724. kada su Englezi uništili njihovo glavno selo Norridgewock.  Misionar, Otac Sebastian Rasle je ubijen, selo je spaljeno, Indijanci bježe u Kanadu pod francusku zaštitu.

## Sela
Hodge ima popisu sela: Amaseconti, Ammoncongan, Aquadocta (?), Arosaguntacook, Asnela, Aucocisco, Bagaduce, Bécancour, Calais (Passamaquoddy), Gunasquamekook (Passamaquoddy), Imnarkuan (Passamaquoddy), Kennebec, Ketangheanycke, Lincoln Island, Masherosqueck, Mattawamkeag (Penobscot), Mattinacook (Penobscot), Mecadacut, Medoctec (Maliseet), Meecombe, Missiassik (Missiassik), Moratiggon (?), Moshoquen, Muanbissek (?), Muscongus, Negas, Negusset, Norridgewock, Norumbega, Okpaak (Maliseet), Olamon (Penobscot), Old Town (Penobscot), Ossaghrage, Ouwerage, Pasharanack, Passadumkeag (Penobscot), Passamaquoddy (village ?), Pauhuntanuc, Pemaquid, Penobscot, Pequawket, Pocopassum, Precaute, Rocameca, Sabino, Sagadahoc, Sainte Anne (Maliseet), St Francis, Satquin, Sebaik (Passamaquoddy), Segocket, Segotago, Sillery, Sokoki (village ?), Taconnet, Tobique (Maliseet), Unyjaware, Viger (Maliseet), Wabigganus, Waccogo, Wewenoc (village ?).

## Ustroj
- Abenaki su bili organizirani po klanovima (ili rodovima), ti su rodovi nekada bili egzogamni, bila je zabranjena ženidba unutar istog roda, no ta se zabrana izgubila još u vrijeme Lewis H. Morgan-a (u 19. stoljeću).  U Morganovo vrijeme Abenaki su imali sljedeće rodove:
- 1. Mals'sŭm (Wolf; Vuk).
- 2. Pis-suh' (Black Wildcat; divlja /crna/ mačka).
- 3. Ah-weh'-soos (Bear; Medvjed).
- 4. Skooke (Snake; Zmija).
- 5. Ah-lunk-soo (Spotted Animal; šarena životinja).
- 6. Ta-mä'-kwa (Beaver; Dabar).
- 7. Ma-guh-le-loo' (Caribou; Karibu).
- 8. Kä-bäh'-seh (Sturgeon; kečiga; riba iz porodice Acipenseridae).
- 9. Moos-kwă-suh' (Muskrat; Mošusni štakor).
- 10. K’-che-gä-gong'-go (Pigeon Hawk; Mali sokol/Falco columbarius).
- 11. Meh-ko-ă' (Squirrel; Vjeverica).
- 12. Che-gwä'-lis (Spotted Frog; Šarena žaba).
- 13. Koos-koo' (Crane; Ždral).
- 14. Mä-dä'-weh-soos (Porcupine; Dikobraz).
- Nasljeđe se kod Abenaka vodilo po muškoj liniji, a položaj sachem-a (poglavice) bio je nasljedan u rodu. Poligamije je bilo, ali je bila rijetka. Svako selo imalo je 'kuću vijeća' i svako pleme ratnog i civilnog poglavicu.

## Život i običaji
Abenaki su stanovnici sjevera nove Engleske i žive životom sličnom plemenima juga Nove Engleske.  Abenaki bijahu lovci i ribari, ali su uzgajali i kukuruz, grah, 'squash' i duhan (sadnja je počinjala u svibnju), sakupljali su javorov sok i od njega kuhali sirup. Opstajali su na uzgoju kukuruza, graha i tikvica koje su uzgajali na plodnim naplavnim nizinama rijeka. Pleme Missisquoi s istočne obale jezera Champlain imalo je kukuruza zasađenog na površini od 250 akera. Lovom, ribolovom i sakupljanjem nadopunjavali su svoje izvore prehrane. U nekim krajevima, ovisno o lokaciji, tamo gdje je zemljište davalo slab prihod zemlju su često gnojili ribom kako bi povećali prinos. Tijekom većeg dijela godine živjeli su razasuti po malenim skupinama koje su se sastojale od proširenih obitelji, od kojih je svaka imala svoj lovački teritorij, kojim bi lovci lutali zimi, i koji se nasljeđivao po očevoj liniji, po čemu se razlikuju od svojih susjeda i krvnih neprijatelja Irokeza koji su bili matrilinearni. U prolječe i ljeto ove skupine bi se okupljale u blizini ruijeka ili morske obale radi sadnje i ribolova. Ova ljetna sela ponekad su bila utvrđivana, ovisno o ratnoj opasnosti koja bi prijetila, a u prosjeku su imala oko 100 stanovnika, te su za razliku od irokeških bila relativno malena uz izuzetak zapadnih Abenaka, Sokokija. Prevladavale su nastambe kupolastog oblika, wigwami prekriveni korom breze. Tijekom zime dok su rasipani po malenim skupinama živjeli su u kolibama stožastog oblika nalik tipiju od bizonove kože ali napravljeni od drvenog kostura prekrivenog korom. Svoje kolibe od brezove kore, nazivali su 'wigwâm', riječ je ušla u engleski jezik pa se kasnije i internacionalizirala. Naziv Abenaki prije je geografska i lingvistička grupacija nego politička, i to zbog njihovog nedostatka središnje vlasti. Plemena su se po potrebi, to je obično rat, ujedinjevala pod zapovjedništvom nekog snažnijeg sachema. No sachem je i na samoj plemenskoj razini imao ograničen autoritet, a za odluke o donošenju rata ili mira tražio se sastanak svih odraslih osoba. Plemenski savez Abenaka nije nastao sve do nakon 1670. i to kao odgovor na stalne borbe s Irokezima i engeskim kolonistima. Čest problem je prema francuskim vojnim časnicima s kojima su Abenaki bili u prijateljskim odnosima i u savezu protiv Engleza, kontrola koju je imao nad svojim ratnicima. Svako abenačko pleme imalo je ratnog i civilnog poglavicu, koji se kod Penobscota nazivao bashaba. Postojala su dva vijeća, veliko i opće. Opće vijeće sastojalo se od poglavice i dva muškarca iz svake obitelji, a veliko od cijelog plemena, uključujući i žene. Svako selo imalo je svoju ‘kuću vijeća’.
Abenaki imaju bogatu mitologiju a cijeli niz kulturnih heroja. Najpoznatiji je Glooskap, on je stvaralac svijeta, nadalje tu su: Pomola, pticolika mitska kreatura; Tabaldak, stvoritelj ljudi i Glooskapa. Dva su glavna božanstva Kechi Niwaskw (Gici Niwaskw) ili Tabaldak, on je stvoritelj prvih ljudi. Prve ljude koje je načinio bili su od kamena, ali nije bio zadovoljan s njima pa ih je uništio i stvorio druge ljude od drevta, a Abenaki su njihovi potomci. Tabaldak je Veliki duh, a suprotnost mu je zlo božanstvo Machi Niwaskw koje stanuje na otoku u atlantskom oceanu. 
Poligamija je bila dozvoljena ali je bila rijetka. Svoje mrtve pokapali su grobovima iskopanima u tlu. Vjerovali su i u besmrtnost duše.

## Povijest
Prvi ih je možda opazio John Cabot 1498. nakon čega sve češće zbog ribolova na Grand banksu i na obalu dolaze bretonski, baskijski, normanski i engleski ribari. Godine 1604. dolaze Samuel de Champlain i Pierre de Monts koji koji grade utvrdu St. John na ušću rijeke St. Croix i počinje stalna trgovina krznom s plemenima Maliseet i Penobscot. kako su izabrali loše mjesto za svoju prvu ispostavu, morali su se povući preko zaljeva Bay of Fundy u Port Royal na Novoj Škotskoj, teritorij koji je pripadao plemenu Micmac, ali trgovimna krznom s Abenakima se nastavila. Weymouth stiže 1605 u zemlju plemena Wewenoc, a prvo stalno naselje 1607/8 godine gradi kompanija Plymouth na ušću rijeke Kennebec. Penobscoti prosperiraju zahvaljujućo europskoj trgovačkoj robi do koje su došli trgovinom s Francuzima, pa počinju dominirati nad drugim plemenima Abenaka što su živjela zapadno i južno. Pojavilo se i rivalstvo za trgovinom krznom izmneđu Penobscota i Micmaca, što će 1607 eskalirati Tarrateenskim ratom koji će bjesniti 8 godina dok nisu uspjeli ubiti bashabu, penobscotskog sachema. Bashaba je zarobljen i ubijen 1615., nakon čega su Micmaci poharali abenačka sela u južnom maine i doprli sve do Massachusettsa u kojem je harala neka epidemija koja je počistila plemena južne Nove Engleske. Micmaci se tada vrate kući donesavši sa sobom bolest koja je pokosila ¾ domorodačke populacije. Prvo neprijateljstvo s Englezima počinju izgleda osnivanjem kolinije 1607. na Penobscotu. Ratovi će potrajati sve do 1724. kada je spaljeno njihovo glavno naselje Norridgewock, a iduće 1725. godine poraženo je i pleme Pequawket. Plemena Istočnih i Zapadnih Abenaka morala su napustiti Maine, te su se nastanili u Kanadi, Sokokisi na rezervatu St. Francois a istočni Abenaki na rezervatu Wolinak. U Maine se više nikada nisu vratili. jedina dva plemena koja danas u Maine imaju svoje rezervate su Penobscot i Passamaquoddy.

## Danas
Danas pleme Abenaki s rezervata Wolinak (Abenakis de Wôlinak;  ima ih oko 400) žive od turizma i proizvodnje kanua od fiberglas-a. Svoje škole nemaju. Zastupa ih lokalno vijeće ' Conseil de bande des Abenakis de Wôlinak' koja je dio 'Grand conseil de la nation Waban-Aki' (ili Velikog vijeća naroda Abenaki). Pleme Sokoki je brojnije, 1,500 na rezervatu Odanak, i 2,500 u Vermont-u i New Hampshire-u. Oni se vode kao Sokoki-St. Francis Band of the Abenaki Nation. Houlton Maliseet broje oko 400 u Maine, ostali Maliseet-i žive u Quebecu (preko 400) i New Brunswick-u (2.000). Pleme Passamaquoddy (2.500) živi na 3 rezervata u Maine: Pleasant Point, Peter Dana Point i Indian Township. Penobscot (2,000) imaju svoj rezervat na istoimenoj rijeci, na otoku Indian Island kod gradića Old Town.

## Vanjske poveznice
- Abenaki  Arhivirana inačica izvorne stranice od 26. lipnja 2007. (Wayback Machine)
- Abenaki History  Arhivirana inačica izvorne stranice od 11. travnja 2010. (Wayback Machine)
- The Abenaki: Winooski's first residents  Arhivirana inačica izvorne stranice od 30. kolovoza 2005. (Wayback Machine)
- Native Languages of the Americas:Abenaki (Abanaki, Abenakis, Alnôbak)
- Who were the Abenaki Indians?  Arhivirana inačica izvorne stranice od 28. svibnja 2006. (Wayback Machine)
- Abenaki mythology  Arhivirana inačica izvorne stranice od 27. rujna 2007. (Wayback Machine)
- Greylock ~ Great Chief of the Abenaki  Arhivirana inačica izvorne stranice od 2. travnja 2006. (Wayback Machine)
- Abenaki Shelter  Arhivirana inačica izvorne stranice od 19. veljače 2006. (Wayback Machine)